# François Le Diberder
Pour les articles homonymes, voir Le Diberder.
François Le Diberder est un physicien français, né le 19 juillet 1956. Spécialiste de la physique des particules, il est connu pour avoir développé de nouvelles méthodes statistiques pour analyser les résultats obtenus dans les accélérateurs de particules. 

## Biographie
Il commence à s'intéresser à la physique des particules lorsqu'il découvre lors de sa première année à l'université des ouvrages de vulgarisation scientifique soviétiques qui traitaient du sujet. 
En 1981, il soutient sa thèse de 3ème cycle à l'Université Paris Diderot, qui s'intitule Premiers résultats des calorimètres à argon liquide avant-arrière de l'expérience cello , et porte sur l'utilisation de calorimètres à argon liquide dans les accélérateurs de l'expérience, procédé qui est encore aujourd'hui utilisé au Large Hadron Collider dans l'expérience Atlas. Il soutient sa thèse d'État en 1988, à l'université Paris Sud, en association avec la faculté des sciences d'Orsay. Elle porte quant à elle sur l'analyse du processus d'annihilation d'un électron et d'un positron en quatre leptons. Il effectue les expériences nécessaires à ses conclusions dans le cadre du projet international CELLO, à l'accélérateur PETRA à Hambourg. 
En 1995, il devient professeur à l'université Paris 7, il rejoint le Laboratoire de physique nucléaire et de hautes énergies (LPNHE). Il exerce au Laboratoire de l'accélérateur linéaire situé à Orsay depuis 2002. Depuis, il a été directeur scientifique adjoint de l'IN2P3 entre 2003 et 2008, porte-parole de BaBar entre 2008 et 2010. Il a également participé à la création de nouvelles méthodes d'analyses des résultats sur de nombreux projets de grande importance, dont Mark-II ou Aleph. 
En 2011, il reçoit la médaille d'argent du CNRS pour ses différents travaux, et rejoint l'expérience Atlas au LHC.

## Récompenses et distinctions
- Médaille d'argent du CNRS (2011)[8]